# Corycaeus speciosus
Corycaeus speciosus – gatunek widłonoga z rodziny Corycaeidae.

## Systematyka
Gatunek ten opisał amerykański zoolog James Dwight Dana, nadając mu nazwę Corycaeus speciosus; publikacja ukazała się pomiędzy 1849 a 1852 rokiem. Opisane przez Danę w tej samej publikacji taksony Corycaeus remiger i Corycaeus varius zostały później zsynonimizowane z Corycaeus speciosus.  